# Симфония № 1 (Прокофьев)
Симфония № 1 D-dur «Классическая», соч. 25 — произведение Сергея Прокофьева. Автор своеобразно преломляет музыкальный язык гайдновской эпохи, что и отражено в названии произведения.

## История создания Симфонии № 1
Прокофьев начал работу над Симфонией в 1916 году, а завершил её 10 сентября 1917 года. Симфония была впервые исполнена 21 апреля 1918 года в Петрограде, в качестве дирижёра выступал сам композитор.

Симфонию можно считать одним из первых неоклассических сочинений: она во многом воспроизводит стиль сочинений Йозефа Гайдна (эпоха венского классицизма), хотя структура произведения и не соответствует композиции его эпохи. Идея симфонии, как считается, родилась у Прокофьева во время занятий дирижированием в Санкт-Петербургской консерватории: преподававший в классе Прокофьева Николай Черепнин часто давал ученикам для упражнений произведения Гайдна. Позднее в своей «Автобиографии» Прокофьев рассказывал о процессе создания этой симфонии: 
Лето 1917 года я провел под Петроградом, совсем один, читал Канта и много работал. Я нарочно не взял рояля на дачу, чтобы попробовать сочинять без него. До сих пор я обыкновенно писал у рояля, но заметил, что тематический материал, сочиненный без рояля, часто бывает лучше по качеству. Перенесенный на рояль, он в первый момент кажется странным, но после нескольких проигрываний выясняется, что именно так и надо было сделать. Я носился с мыслью написать целую симфоническую вещь без рояля. У такой вещи и оркестровые краски должны быть чище. Так возник проект симфонии в гайдновском стиле, потому что гайдновская техника мне стала как-то особенно ясна после работ в классе Черепнина, и в этой обстановке легче было пуститься в опасное плавание без фортепиано. Мне казалось, что если бы Гайдн дожил до наших дней, он сохранил бы свою манеру письма и в то же время воспринял бы кое-что от нового. Такую симфонию мне и хотелось сочинить: симфонию в классическом стиле. А когда она начала клеиться, я переименовал ее в "Классическую симфонию": во-первых, так проще; во-вторых, из озорства, чтобы "подразнить гусей" и в тайной надежде, что в конечном счете обыграю я, если симфония так классической и окажется. 
Гуляя по полям, я сочинял симфонию, а параллельно оркестровал скрипичный концерт ор. 19. <…> В "Классической симфонии" раньше всего был сочинен гавот. Затем, еще в 1916 году — материал для первой и второй частей. Но на лето 1917 года осталось порядочно работы. В финале я зачеркнул первую версию со всеми ее материалами и сочинил новую, поставив, между прочим, задачу, чтобы в ней отсутствовали какие-либо минорные аккорды .

С учётом того, что Прокофьева часто называют «солнечным композитором», а саму симфонию характеризуют, как «классически ясное, по-моцартовски солнечное произведение», интересен случай, произошедший при её первом исполнении. Во время генеральной репетиции и перед началом премьеры, состоявшейся в зале Певческой капеллы, произошёл необычный случай, о чём композитор писал в дневнике: «Когда я стал за пульт, то из верхнего окна луч солнца упал мне на голову. У меня пошли лиловые круги в глазах, но мой поклон говорил, что это было приветствие солнца солнечной симфонии и мне. Об этом и автограф Черепнина в мою деревянную книгу». 21 апреля 1918 года, в день премьеры, эта ситуация повторилась, и композитор записал своё впечатление: «Опять солнечный луч. Это удивительно! Фантастика!»

## Характеристика произведения
Симфония имеет продолжительность от 10 до 15 минут и состоит из четырёх частей:
1. Allegro
2. Larghetto
3. Gavotta: Non troppo allegro
4. Finale: Molto vivace

Прокофьевым использован состав оркестра, соответствующий эпохе классицизма («двойной состав») и состоящий из 2 флейт, 2 гобоев, 2 кларнетов, 2 фаготов, 2 валторн, 2 труб, литавр и струнных.
Третья часть (Гавот) стала весьма популярной и существует во множестве переложений (в основном - для солирующего инструмента и фортепиано).

## Исполнения и записи
Первая запись Классической симфонии была осуществлена в 1929 году Бостонским симфоническим оркестром под управлением Сергея Кусевицкого.

## В театре
Партитура Прокофьева неоднократно использовалась хореографами. Под названием «Классическая симфония» было создано несколько различных одноактных балетных спектаклей:
- 1931 — балетмейстер Т. Славинский, художник М. Ф. Ларионов, «Опера-балет Мишеля Бенуа», театр «Пигаль[фр.]», Париж.
- между 1937 и 1939 — балетмейстер Б. Бартолин, «Балет юности», Париж (26 мая 1950 — премьера в Королевском балете, Копенгаген).
- 12 мая 1961 — балетмейстер К. Ф. Боярский, художники В. М. Купер и Э. Я. Лещинский, дирижёр С. А. Прохоров, солисты М. П. Мазун, Г. В. Покрышкина, А. С. Хамзин, Малый театр оперы и балета, Ленинград.
- 1966 — балетмейстер Л. М. Лавровский для учащихся МаХУ, Москва.
- 1987 — балетмейстер М. Ж. Тлеубаев, Казахский государственный академический театр оперы и балета им. Абая.
- 2010 — балетмейстер Ю. Посохов, Балет Сан-Франциско (29 июня 2012 — премьера в Большом театре, Москва).
- 2019 — балетмейстер М. М. Тлеубаев, Государственный академический театр танца Республики Казахстан.